# WC (rapper)
WC (pronuncia "dub C"), pseudonimo di William Lashawn Calhoun, Jr. (Los Angeles, 3 febbraio 1970), è un rapper e attore statunitense.
Conosciuto per la sua lunga barba a trecce, per i testi espliciti, WC è un membro fondamentale del West Coast-Gangsta rap. È membro infatti dei Westside Connection.

## Biografia
Rapper di Los Angeles, caratterizzato dal pizzetto intrecciato, WC fa parte del trio rap Westside Connection, assieme a lui i rapper Ice Cube e Mack 10.
WC può essere considerato come l'esemplificazione migliore del west coast rapper: baggy jeans, maglietta nera, completo dickies, e cappello new era.
Ha un flow ineccepibile, una rappata veloce e ben scandita, come la gran parte dei rapper della california, parla di donne, di strada, di soldi, di pistole, e di quant'altro. I suoi beat sono caratterizzati da alti e bassi con spezzoni di pianoforte che danno un'atmosfera gangsta ai suoi brani.
Prende parte all'"Up In Smoke Tour", e canta ed esegue il c-walkin' con i colleghi Ice Cube e Mack 10.
La sua carriera ha inizio nei primi anni novanta e milita all'interno di gruppi west coast come Low Profile e Maad Circle.
Pubblica nel 1998 l'LP "The Shadiest One", che già nella prima settimana di uscita esordisce all'interno della classifica Top 20 di Billboard. I singoli dell'album sono "Just Clownin'" e "Better Days". Segue il disco "Ghetto Heisman", che vede la luce nel 2002.
Nel 2007 è la volta di "Guilty By Affiliation", disco prodotto dal collega Ice Cube, che gode di collaborazioni del calibro dello stesso Ice Cube, di The Game e Snoop Dogg. Recentemente è anche comparso in un videogioco come personaggio selezionabile.

## Discografia

### Album da solista
- The Shadiest One
  - Pubblicato: 28 aprile 1998
  - Etichetta: Payday/Interscope
  - Posizione in classifica: 19 U.S., 2 R&B
  - Vendite U.S.: 52,000 first week[3]
  - Singoli: "Cheddar", "Just Clownin'", "Better Days"
- Ghetto Heisman
  - Pubblicato: 2002
  - Etichetta: Def Jam
  - Posizione in classifica: 46 U.S.
  - Vendite U.S.: 100,000[4]
  - Singoli: "The Streets"
- Guilty by Affiliation
  - Pubblicato: 14 agosto 2007
  - Etichetta: Lench Mob
  - Posizione in classifica: (2007) 49 U.S.
  - Vendite U.S.: 14,100[5]
  - Singoli: "This Is Los Angeles", "West Coast Voodoo"
- Revenge of the Barracuda
  - Pubblicato: 8 marzo 2011
  - Etichetta: Lench Mob
  - Posizione in classifica:
  - Vendite U.S.:
  - Singoli: "You Know Me", "That's What I'm Talking About"

### Low Profile
- We're in This Together
  - Pubblicato: 1989
  - Last RIAA certification:
  - Posizione in classifica:
  - Singoli:

### WC and the Maad Circle
- Ain't a Damn Thang Changed
  - Pubblicato: 1991
  - Posizione in classifica: numero 52 Top Hip Hop/R&B[6]
  - Last RIAA certification: Gold
  - Singoli: "Dress Code"
- Curb Servin'
  - Pubblicato: 1995
  - Posizione in classifica: numero 85 US, numero 15 R&B/Hip-Hop[7]
  - Last RIAA certification: Gold
  - Singoli: "West Up!", "The One"

### Westside Connection
- Bow Down
  - Pubblicato: 22 ottobre 1996
  - Last RIAA certification: Platinum
  - Posizione in classifica: numero 2 U.S., numero 1 Top R&B/Hip hop[8]
  - Vendite U.S.: 1,700,000[9]
  - Singoli: "Bow Down", "Gangstas Make the World Go Round"
- Terrorist Threats
  - Pubblicato: 9 dicembre 2003
  - Last RIAA certification: Gold
  - Posizione in classifica: numero 16 U.S., numero 3 Top R&B/Hip hop[10]
  - Vendite U.S.: 679,000[11]
  - Singoli: "Gangsta Nation"

### Mixtape
- 2007 - The West Side Heavy Hitter (Hosted By DJ Felli Fel)

## Filmografia

### Cinema
- Ci vediamo venerdì (Friday), regia di F. Gary Gray (1995)
- Set It Off - Farsi notare (Set It Off), regia di F. Gary Gray (1996)

- The Breaks, regia di Eric Meza (1999) - non accreditato
- Thicker Than Water, regia di Richard Cummings Jr. (1999)
- Air Rage - Missione ad alta quota (Air Rage), regia di Fred Olen Ray (2001)
- White Boy, regia di John Marino (2002)
- Stranded, regia di Fred Olen Ray (2002)
- Belly 2: Millionaire Boyz Club, regia di Ivan Frank (2008)

### Televisione
- Oltre la legge - L'informatore (Wiseguy) – serie TV, episodio 2x17 (1989)
- The Jamie Foxx Show – serie TV, episodio 1x17 (1997)
- Sister, Sister – serie TV, episodio 5x17 (1998)
- Moesha – serie TV, episodi 2x09-5x22 (1996-2000)
- One on One – serie TV, episodio 3x21 (2004)
- Cuts – serie TV, episodio 1x09 (2005)
- Snowfall – serie TV, episodio 2x10 (2018)